# Elihu Root
Pour les articles homonymes, voir Root.
Elihu Root, né le 15 février 1845 à Clinton (État de New York) et mort le 7 février 1937 à New York, est un homme politique américain. Membre du Parti démocrate puis du Parti républicain, il est secrétaire à la Guerre entre 1899 et 1904 puis secrétaire d'État des États-Unis entre 1905 et 1909 dans l'administration du président William McKinley et dans celle de son successeur Theodore Roosevelt, puis sénateur de l'État de New York entre 1909 et 1915. Il initie plusieurs accords d'arbitrage avec les pays d'Amérique latine. Il reçoit le prix Nobel de la paix en 1912.

## Biographie

### Origines, études et début de carrière
Il est le fils d'Oren Root et de Nancy Whitney Buttrick. Il est un cousin éloigné d'Henry Luce (la mère d'Henry Luce est Elizabeth Middleton (née Root), dont l'arrière-grand-père était Elihu Root (c. 1772-1843)). Son père est professeur de mathématiques à Hamilton College, où le jeune homme suit ses études ; là il rejoint la Sigma Phi Society. Après avoir obtenu son diplôme, il enseigne une année à la Rome Free Academy. En 1867, il est diplômé de la New York University School of Law. Il se lance dans le secteur privé en tant qu'avocat. Tandis qu'il exerce principalement dans le domaine du droit des entreprises, il est aussi avocat junior de la défense pendant le procès en corruption de William Tweed. Il a aussi des clients privés tels que Jay Gould, Chester A. Arthur, Charles Anderson Dana, William Collins Whitney, Thomas Fortune Ryan (en), et Edward Henry Harriman.
Il fut nommé U.S. Attorney for the Southern District of New York par le président Chester A. Arthur.
En 1878, il épouse Clara Frances Wales (morte en 1928), fille de Salem Wales, le rédacteur en chef du Scientific American. Ils ont trois enfants : Edith (mariée à Ulysses S. Grant III (en), Elihu, Jr. (qui devient avocat), et Edward Wales (qui devient professeur au Hamilton College).
Elihu Root est membre de l'Union League Club of New York, dont il est deux fois président, en 1898-1899, et en 1915-1916.

### Carrière politique

#### Secrétaire à la Guerre puis secrétaire d'État
Elihu Root est secrétaire à la Guerre des États-Unis entre 1899 et 1904, sous les présidences de William McKinley et de Theodore Roosevelt. Il réforme l'organisation des forces armées des États-Unis en y introduisant les tout nouveaux principes du management. Il agrandit West Point et crée l'École de guerre de l'armée américaine (United States Army War College) ainsi que le Command and General Staff College. Il modifie les procédures pour les promotions et organise des écoles pour les branches spéciales du service. Il conçoit aussi le principe de la rotation des officiers de l'état-major à la base.
Soucieux des nouveaux territoires acquis après la guerre hispano-américaine, il achève les procédures pour rendre Cuba aux Cubains, écrit une charte de gouvernement pour les Philippines, et élimine les tarifs douaniers sur les marchandises importées de Porto Rico aux États-Unis. Il quitte le cabinet gouvernemental en 1904 et retourne dans le secteur privé pour exercer sa profession d'avocat.
En 1905, le président Roosevelt le nomme secrétaire d'État des États-Unis, après la mort de John Hay. À son poste, il place le service consulaire dans la fonction publique (Civil Service). Il maintient la politique de la porte ouverte (Open Door Policy) en Extrême-Orient. Pendant un voyage en Amérique latine en 1906, il persuade ces gouvernements de participer à la conférence pour la Paix de la Haye. Il travaille avec le Japon sur l'émigration vers les États-Unis et en connexion avec la Chine et signe l'accord Root-Takahira (Root-Takahira Agreement), qui limite les fortifications navales américaines et japonaises dans le Pacifique. Il travaille avec la Grande-Bretagne pour résoudre les problèmes de frontières en Alaska entre les États-Unis et le Canada et s'occupe aussi des problèmes de l'industrie de la pêche dans l'Atlantique Nord. Il est un fervent partisan de l'arbitrage pour résoudre les litiges internationaux.

#### Sénateur
Après ce poste, il est sénateur républicain de l'État de New York de 1909 à 1915. Il est un membre actif de la commission des lois (Senate Committee on the Judiciary). Il choisit de ne pas se représenter en 1914. Pendant et après son mandat de sénateur, il est président de la Fondation Carnegie pour la paix internationale de 1910 à 1925.
Dans une lettre de 1910 publiée par le New York Times, il soutient la proposition d'amendement concernant l'impôt sur le revenu, et qui devient le XVIe amendement de la Constitution des États-Unis :

« Il est dit qu'une grande part d'impôt sur le revenu régit par l'amendement serait payé par les citoyens de New York….
La raison pour laquelle les citoyens de New York doivent payer une si grande part d'impôt est que la ville de New York est le principal centre commercial et financier d'un grand pays ayant de vastes ressources et une grande activité industrielle. Depuis des années les Américains engagés dans le développement de la richesse dans toutes les parties du pays vont à New York pour sécuriser leur capital et mettre sur le marché leurs actions et acheter leurs approvisionnements. Des milliers d'hommes qui ont amassé dans d'autres États des fortunes dans toutes sortes d'entreprises sont venus à New York pour y vivre parce qu'ils aiment la vie dans cette ville ou parce que leurs entreprises distantes demandent une représentation dans ce centre financier. Les revenus de New York sont dans une grande mesure issus du pays dans son ensemble. Un flux continu de richesses s'établit vers la grande cité en provenance des mines, des usines et des sociétés de chemin de fer à l'extérieur de New York. »

#### Rôle dans les relations internationales et la paix
Il se prononce pour une politique interventionniste en Amérique latine, expliquant en 1912 : « Notre destinée manifeste comme contrôleur du destin de toute l'Amérique est un fait inévitable et logique... Personne ne doute de notre mission et de notre intention de l'accomplir, ou, ce qui revient au même, de notre pouvoir de la réaliser. »
En 1912, pour le résultat de ses travaux consistant à réconcilier les nations par l'arbitrage et la coopération, Elihu Root reçoit le prix Nobel de la paix.
À l'éclatement de la Première Guerre mondiale, il s'oppose à la politique de neutralité du président Woodrow Wilson. Il le soutient cependant dès le moment où les États-Unis entrent en guerre.
En juin 1916, on lui propose la nomination du Parti républicain pour la prochaine élection présidentielle, mais il déclina l'offre, déclarant qu'il est trop vieux pour porter le fardeau de la présidence. À la convention républicaine, il atteint cependant un pic de popularité avec 103 votes au premier tour de scrutin. La nomination finale va à Charles Evans Hughes, qui perd les élections face au président démocrate sortant, Woodrow Wilson.

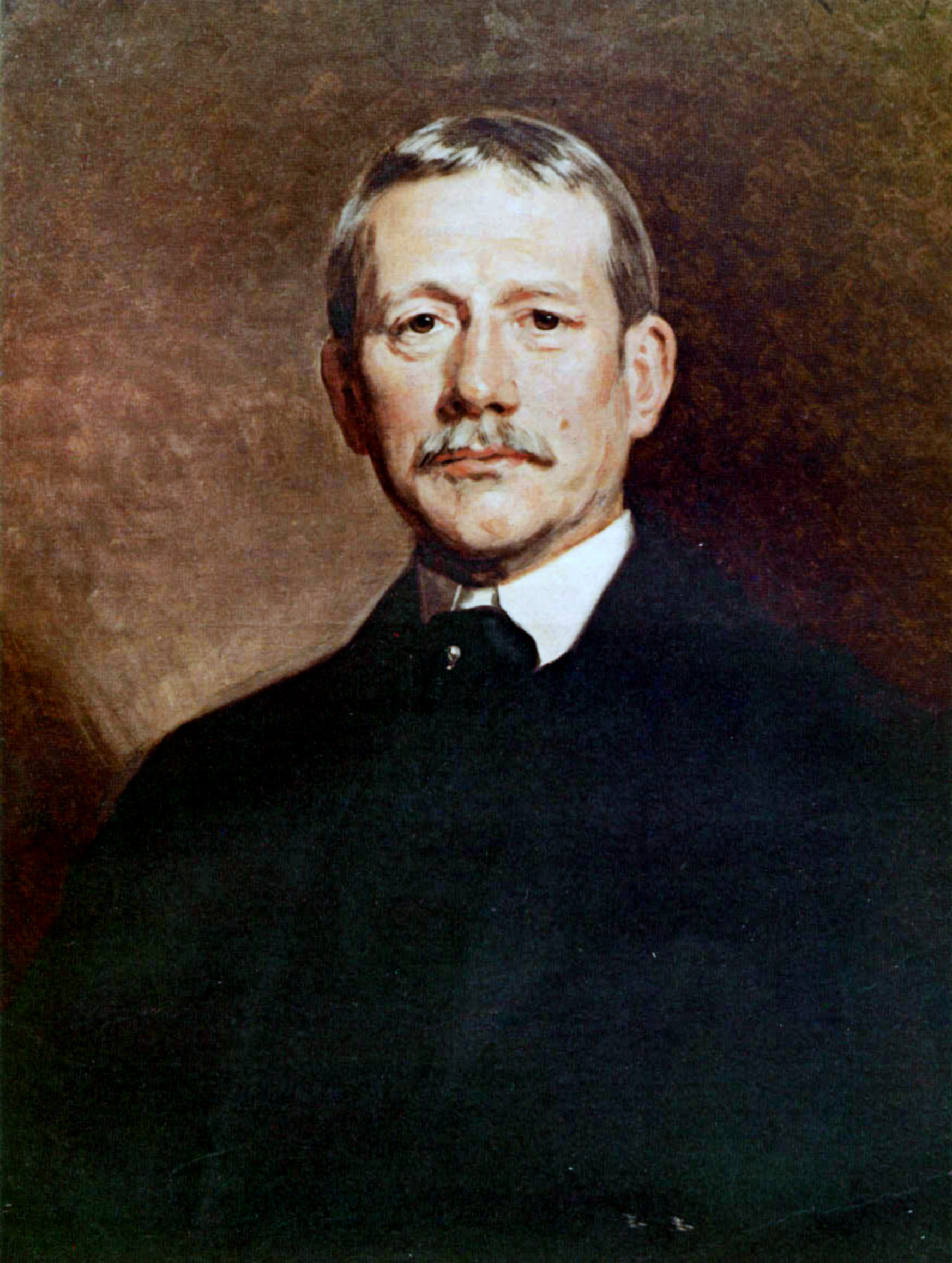
Portrait de Elihu Root.

En juin 1917, à l'âge de 72 ans, il est envoyé en Russie par le président Wilson pour organiser la coopération américaine avec le nouveau gouvernement révolutionnaire.
Le membre de la Fédération américaine du travail (AFL) James Duncan (en) (responsable syndical), le socialiste Charles Edward Russell (en), le général Hugh L. Scott, l'amiral James H. Glennon (en), le banquier new-yorkais Samuel Reading Bertron (en), John Raleigh Mott et Charles Crane sont membres de la mission Root. Ils voyagent depuis Vladivostok à travers la Sibérie, dans le train de l'ancien tsar Nicolas II de Russie. Elihu Root reste à Petrograd à peu près un mois, et n'est pas très impressionné par ce qu'il voit. Les Russes, dit-il, « sont sincèrement, chaleureusement, de braves gens mais désorientés, et choqués ». Il résume sa position face au gouvernement provisoire d'une manière très tranchée : « Pas de combat, pas de prêts », en référence au conflit en cours avec l'Allemagne pendant la Première Guerre mondiale.
Après la Première Guerre mondiale, il soutient la Société des Nations et participe à la commission de juristes qui crée la Cour permanente de justice internationale (Cour internationale de justice). En 1922, le président Warren G. Harding le nomme délégué à la conférence internationale sur la limitation des armements. Il est le président fondateur du Conseil des relations étrangères (Council on Foreign Relations), créé en 1921 à New York.

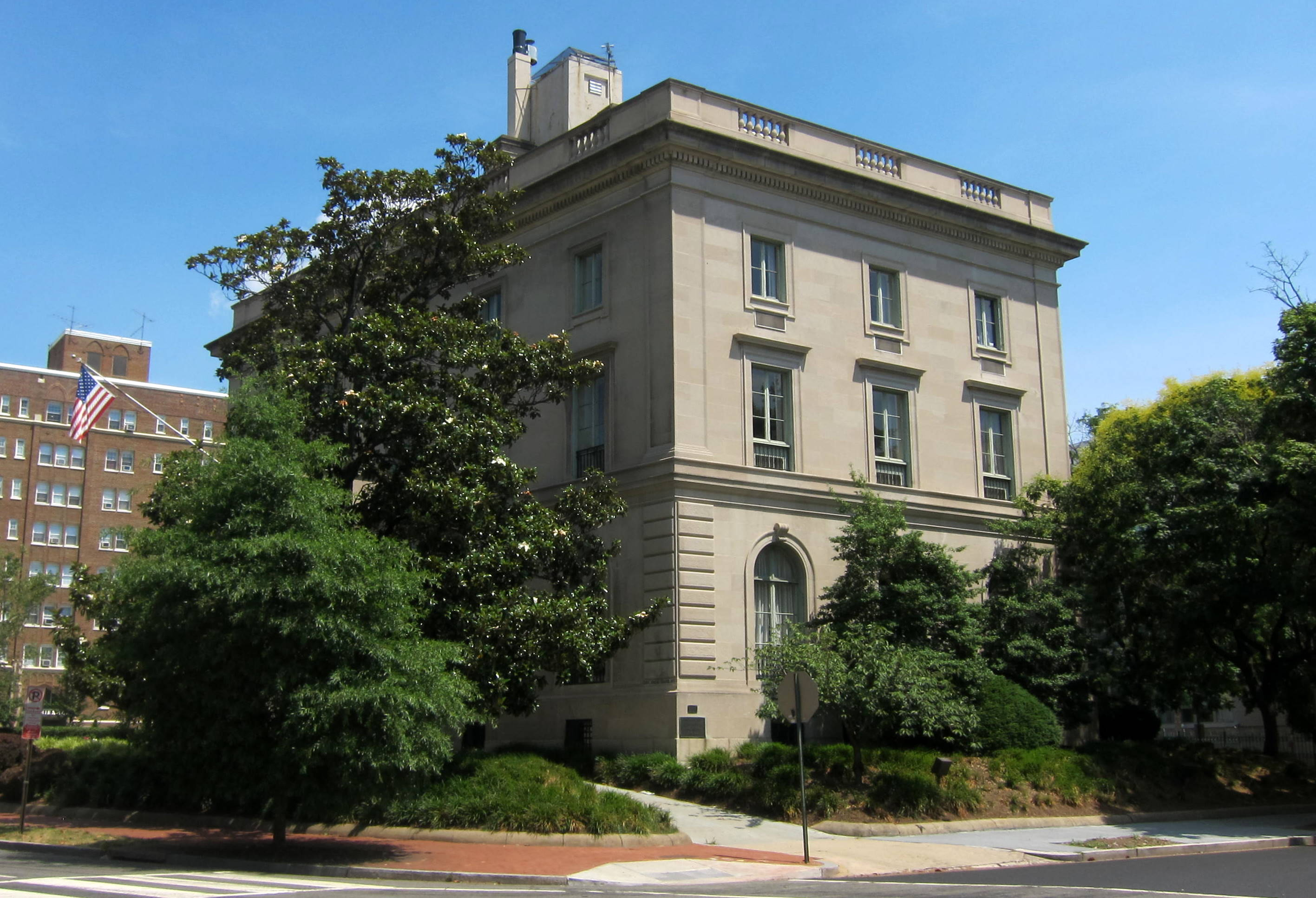
L'ancienne maison d'Elihu Root à Washington, D.C..

Il travaille avec Andrew Carnegie sur des programmes en faveur de la paix internationale et les progrès de la science. Il est le premier président de la « Carnegie Endowment for International Peace ». Il aide à la création de l'« American Society of International Law » en 1906. Il compte parmi les fondateurs de l'Institut du droit américain (« American Law Institute ») en 1923. Par ailleurs, il aide à créer l'Académie de droit international de La Haye, aux Pays-Bas.
Il remplit aussi les fonctions de vice-président de l'American Peace Society, qui publie World Affairs, la plus vieille revue américaine sur les relations internationales.
Outre le prix Nobel de la Paix, il est récompensé par le grand cordon de l'ordre de la Couronne de Belgique et est fait grand commandeur de l'ordre de George Ier de Grèce.
Avant sa mort, il est le dernier membre de l'administration McKinley encore en vie.
Elihu Root meurt en 1937 à New York, entouré par sa famille. Il est inhumé au cimetière du Hamilton College. Sa maison achetée en 1893, a été proclamée National Historic Landmark (lieu officiellement considéré comme ayant un intérêt historique de portée nationale) en 1972.

## Ouvrages
- Citizen's Part in Government. Yale University Press, 1911.
- Experiments in Government and the Essentials of the Constitution. Princeton University Press, 1913.
- Addresses on International Subjects. Harvard University Press, 1916.
- Military and Colonial Policy of the United States. Harvard University Press, 1916.
- Miscellaneous Addresses. Harvard University Press, 1917.
- Men and Policies: Addresses by Elihu Root. Harvard University Press, 1925.

## Annexe